# Hydraecia obliqua
Hydraecia obliqua là một loài bướm đêm trong họ Noctuidae.

## Hình ảnh

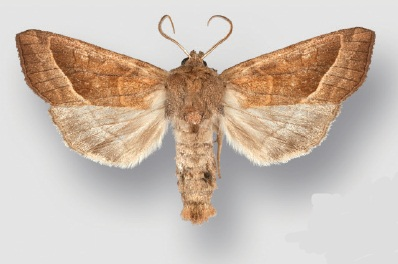